# Truth Serum
Truth Serum este discul EP de debut al interpretei suedeze Tove Lo. Artista a semnat un contract cu Warner/Chappell Music în 2011, lucru care i-a oferit posibilitatea de a compune piese pentru artiști precum Girls Aloud și Icona Pop. În vremea respectivă decise să păstreze acele piese pentru ea considerându-le prea personale. În cele din urmă a lansat în mod independent două discuri single, „Love Ballad” în octombrie 2012, și „Habits” în martie 2013. Popularitatea acestor piese i-a oferit artistei ocazia de a semna un contract cu Universal Records în anul 2013. Discul EP a fost lansat pe cale digitală la data de 3 octombrie 2014.

## General
„Truth Serum” a fost descris ca și un material pop, electropop și indie pop. Conform artistei, piesele vorbesc despre cea mai intensă aventură de dragoste, de la începutul fericit al relației cu partea când încearcă să meargă mai departe după despărțire. Discul EP a primit în mare parte recenzii pozitive de la criticii de specialitate, care a apreciat producția și versurile melodiilor. Materialul s-a poziționat la numărul 13 în clasamentul suedez, devenind cel de-al patruzecișinouălea cel mai bine vândut album în țara respectivă. De asemenea a ajuns pe locul opt în clasamentul norvegian, stând acolo douăzecișitrei de săptămâni.

## Ordinea pieselor pe disc
| Nr. | Titlu                                        | Textier(i)                                                   | Durată | Note |
| --- | -------------------------------------------- | ------------------------------------------------------------ | ------ | ---- |
| 01. | „Not on Drugs”                               | Tove Lo, Alx Reuterskiöld, Jakob Jerlström, Ludvig Söderberg | 3:03   | [A]  |
| 02. | „Paradise”                                   | Tove Lo, Michael "Scribz" Riley, Elliot Wilkin               | 3:03   | —    |
| 03. | „Over”                                       | Tove Lo, Jason Gill, Mattias Larsson, Robin Fredriksson      | 3:44   | —    |
| 4.  | „Habits (Stay High)”                         | Tove Lo, Ludvig Söderberg, Jakob Jerlström                   | 3ː29   | [A]  |
| 5.  | „Out of Mind”                                | Tove Lo, Alx Reuterskiöld                                    | 3ː09   | [A]  |
| 6.  | „Habits (Stay High) (Hippie Sabotage Remix)” | Tove Lo, Jakob Jerlström, Ludvig Söderberg                   | 4ː17   | [A]  |

Note
- A ^ Extras pe disc single.